# پایین‌احمدچاله‌پی
احمدچاله پی، دهی است از توابع بخش لاله‌آباد شهرستان بابل در استان مازندران ایران.

## جمعیت
این ده در دهستان لاله‌آباد قرار دارد و براساس سرشماری مرکز آمار ایران در سال ۱۳۸۵، جمعیت آن ۱۶۸۴ نفر (۴۴۵خانوار) بوده‌است.